# Raoul Pleskow
Raoul Pleskow (* 12. Oktober 1930 in Wien; † 18. Mai 2022 in Manhasset, New York) war ein US-amerikanischer Komponist und Musikpädagoge österreichischer Herkunft.

## Leben
Pleskow kam als Sohn der jüdischen Eheleute Leo Pleskow (* 1907) und Frieda Herz (* 1905) zur Welt. Sein Vater kam aus Sewastopol und arbeitete als Gymnasiallehrer und Geiger; die Mutter stammte aus Wien. Nach dem nationalsozialistischen „Anschluss Österreichs“ floh er 1939 mit seinen Eltern über die Schweiz und Frankreich nach New York. 1945 wurde er amerikanischer Staatsbürger. Er besuchte von 1950 bis 1952 die Juilliard School of Music und studierte dann am Queens College bei Karol Rathaus. 1956 schloss er mit dem Bachelor of Arts ab und studierte im Anschluss an der Columbia University bei Otto Luening Komposition, von wo er 1959 mit dem Grad Master of Arts abging.
Danach nahm er Privatunterricht bei Stefan Wolpe und begann 1961 an der von Wolpe geleiteten Musikabteilung des C. W. Post College der Long Island University zu unterrichten. Er folgte ihm als Leiter des Musikdepartments nach und war dort von 1970 bis zu seiner Emeritierung 1994 Professor für Musik. Danach blieb er dem College als Composer in Residence verbunden.
Pleskow schrieb für sinfonische und kammermusikalische Besetzungen, aber auch Chor- und Solowerke. Seine Werke wurden u. a. Cleveland Orchestra, vom Tanglewood Festival Orchestra, von der Plainfield Symphony, vom Orchestra da Camera, der South Dakota Symphony, dem Pierrot Consort, den Stony Brook Contemporary Chamber Players und dem Queens Symphony Orchestra aufgeführt.
Für seine Kompositionen wurde er mit dem Composers Forum Award (1963), Preisen der Ford Foundation (1972), des Martha Baird Rockefeller Fund for Music (1972), des New York State Council on the Arts (1974), des National Endowment for the Arts (1974, 1975, 1978), des National Institute of Arts and Letters (1974), der Guggenheim Foundation (1977) und der Long Island University (1978) ausgezeichnet.

## Werke
für Sinfonieorchester
- Two Movements for Orchestra (1968)
- Suite (1978)
- Music for Orchestra (1980)
- Four Bagatelles for Orchestra (1981)
- Villanelle, Dirge and Song (1982)
- Six Epigrams for Orchestra (1984)
- Two Preludes for Orchestra (1987)
- All Souls Sonata (1987)
- Dormi Jesu (1987)
- Serenade (1987)
- Tre Laudi (1989)
- Concert Royale (1990)
- Essay on Quatrains (1990)/Quatrains (1994)
- In Praise of Dufay (1990)
- Prelude (1978)
- Epitaph: Stefan Wolpe, in Memorian (1984)

für Streichorchester
- Epitaphium (1983)
- Three Epigrams (1984)
- Consort for Strings (1987)/Revised (1988)
- Precis (1989)
- Epigram for Piano and Orchestra (1995)

für Kammerorchester
- Dezembermusik (1992)
- Three Pieces for Orchestra (1974)
- Fantasia sopra Ave Regina Coelorum (1976)/Revised (1977)
- Song (Te Deum Laudate) (1994)

für Chor
- Cantata (1975)
- Four Songs (1977)
- Second Cantata (1979)
- Four Christmas Greetings (1987)
- Six Brief Verses (Choral) (1983)
- Anthem (1985)
- Ave Maria Stella (1985)
- Paumanok: A Long Island Cantata (1985)
- Dormi Jesu (1987)
- Serenade (1987)
- Peace Day Song (1989)
- Altarpiece (1991)
- Song on Lines from the Latin (1993)
- Song (Te Deum Laudate) (1994)
- Two Choruses on Trouvere Texts (1995)

für Vokalsolisten mit Begleitung (ohne Chor)
- Three Early Songs (1961) (Ah What Is Love?/Ave Maria/Entreat Me Not to Leave You)
- Two Songs on Latin Fragments (1972)
- Three Songs (1972)
- Motet and Madrigal (1973)
- Due Bicinia per due soprani (1974)
- On two Ancient Texts (1975)
- On three Old English Rhymes (1976)
- Lyric and Lament (1977)
- Villanelle, Dirge and Song (1982)
- Six Brief Verses (1983)
- Lines in Praise of Rome (1984)
- Of Rome, Parting and Spring (1984)
- Vocalise (1986)
- Three Songs on Texts of Oscar Wilde (1987, u. a. From Holy Week in Genoa)
- Five Bagatelles with Voice (1988)
- Four Quatrains of Autumn (1990)
- Six Bagatelles with Voice (1992)
- Nine Fragments (1995)
- Drei Lieder (1998)

für Klavier solo oder zwei Klaviere
- Music for Two Pianos (1965)
- Piece for Piano (1967)
- Three Pieces for Piano (1968)
- Three Bagatelles for Piano (1969)
- Piece for Piano (1973)
- Pentimento (Piano Solo) (1974)
- Suite (1977)
- Fantasiestueck (1980)/Prelude, Bagatelle and Fantasiestueck (1980)
- Piano Sonata No. 1 (1989)
- Four Images (1989)
- Stefan Wolpe, in Memoriam (1992)
- For Piano (1993)
- Quatrain (for piano) (1993)
- Piano Sonata No. 2 (1993)
- Second Quatrain for Piano (1994)
- Quatrains for Piano (1995)
- Piano Sonata No. 3 (1997)
- Piano Sonata No. 4 (1999)
- Für Klavier (2002)

andere Besetzungen
- Form I for Violin and Piano (1959)
- Quartet for Flute, Clarinet, Violin And Cello (1960)
- Movement for Flute, Cello & Piano (1962)
- Sextet (1963)
- Two Pieces for Flute & Piano (1963)
- Crossplay (1963)
- Music (1964)
- Music for Flute, Bass, Piano & Percussion (1964)
- 3 Bagatelles with Contrabass (1965)
- Music for Seven Players (1965)
- Bagatelles No. 2 (1966)
- Movement for Oboe, Violin & Piano (1966)
- Quartet for Contrabass, Flute, Clarinet and Percussion (1966)
- Movement for Nine Players (1967)
- Bagatelles No. 3 (Solo Violin) (1968)
- Incidental Music for Woyzeck (1968)
- Three Pieces (1968)
- Three Short Pieces (1968)
- For Five Players and Baritone (1969)
- Duo (1969)
- Three Bagatelles (1969)
- Canzone for Oboe or Violin (1970)
- Miracle of Theopolis (1970)
- Music for a Play (1970)
- Per Vege Viene (1970)
- Three Movements for Quintet (1971)
- Two Canzoni for Oboe & Piano (1973)
- Two Bagatelles (Oboe Solo) (1974)
- Trio (1977)
- Two Pieces (2 Pieces) (1978)
- Oratio (1979)
- Four Pieces (1980)
- String Quartet (1980)
- Variations an a Lyric Fragment (1980)
- Four Short Pieces (1981)
- Suite of Bagatelles (1981)
- Second String Quartet (1981)
- Psalm Setting (1982)
- Caprice (1983)
- Divertimento sua sei Canzoni (1983)
- Soliloquy (1983)
- For Flute, Violin and Guitar (1984)
- Intrada (1984)
- Stanzas and Refrain (1984)
- Two Pieces for Clarinet and Piano (1984)
- Epigrams (1985)
- Movement for Clarinet, Flute, Violin and Cello (1985)
- For Four Instruments (1985)
- On Lines from The Italian (1986)
- Preludium No. 1 (1986)
- Arabesque No. 1 (1987)
- Consort For String Quartet (1987)
- Arabesque No. 2 (1988)
- Arabesque (1988)
- Allegro & Epilogue (1989)
- Composition for Four Instruments (1989)
- Chamber Setting (1990)
- In Memory of Stefan Wolpe (1991)
- Six Fancies on Picture of Paul Klee (1992)
- Zueignung (1992)
- For Violin and Piano (1993)
- Violin Sonata (1993)
- Percussion Duo (1994)
- For Piano and Instruments (1995)
- For Violin and Piano (1995)
- Piece for Trio (1996)
- Quatrain for Guitar (1996)
- Movement for Trio (1997)
- Tiento, Stretto & Epilogo (1998)
- Bagatelles with Refrain (1998)
- Duo (twin song) (1998)
- Trio (1999)
- Sextet „Wintergesang“ (1999)
- Tre Ballatti (2000)
- Soliloque et Dialogue (für Sopransaxophon und Klavier) (1998–2000)
- Salute! für Sopransaxophon und Klavier (2003–2004)
- In Erinnerung an Webern (2006)